# Гришин, Вячеслав Владимирович
Вячеслав Владимирович Гри́шин — советский конструктор авиационных двигателей, лауреат Сталинской премии (1951). Ректор Рыбинского авиационного технологического института (1958—1969).

## Биография
Родился в 1910 году в Москве. Там же окончил семилетку (1924) и школу ученичества при МКЖД (1928). Работал слесарем.
В 1936 году окончил МАИ имени С. Орджоникидзе и вместе со своим однокурсником К. В. Холщевниковым получил направление в Центральный институт авиационных моторов (ЦИАМ). Работал конструктором в отделе, руководимом С. А. Трескиным и В. И. Дмитриевским.
В 1938 году его отец Владимир Фёдорович Гришин, начальник товарного депо станции Москва Киевская, был осужден на 10 лет ИТЛ по 58-й статье. После этого из ЦИАМа пришлось уйти.
Некоторое время работал в Бюро редукторостроения треста Оргаметалл. Затем его пригласили в КБ-2 МАИ (Рыбинское КБ моторостроения). Там занимал должности инженера-конструктора, начальника конструкторской бригады, ведущего конструктора, руководителя группы компрессоров. В 1957—1958 годах начальник расчетно-исследовательского отдела (РИО).
С 1957 года по совместительству преподавал в Рыбинском вечернем авиационном технологическом институте (РВАТИ), первый заведующий кафедрой «Авиационные двигатели». В июле 1958 года утверждён в звании доцента. В том же году назначен директором института. С 1964 года, после преобразования вечернего института в институт со всеми формами обучения — дневной, вечерней и заочной, — ректор. Занимал эту должность до 1969 года.

## Признание
- Сталинская премия первой степени (1951) — за работу в области машиностроения (создание комбинированного мотора ВД-4К).